# Lyngenfjord (Troms)
Der Lyngenfjord (auch Lyngen oder Lyngsfjord, nordsamisch: Ivgovuotna) ist ein 121 km langer norwegischer Fjord im Fylke Troms. Der Fjord liegt im Gebiet der Kommunen Lyngen, Skjervøy, Nordreisa, Kåfjord und Storfjord.
Der Fjord verläuft von Sørklubben im Norden bis nach Melen am südlichen Ende. Die Kommune Lyngen wurde nach dem angrenzenden Fjord benannt. Administratives Zentrum der Kommune ist Lyngseidet. Der Fjord ist von Fugløy zum Storfjorden 121 km lang und von Lyngstuva aus gemessen ist er 90 km breit.
Der Lyngenfjord ist nach dem Porsangerfjord der zweitlängste Fjord in Nordnorwegen und der fünftlängste in Norwegen.
Das Ufer bei Havness war schon in der Jungsteinzeit um etwa 4000 v. Chr. von Rentierjägern besiedelt. Heute gilt der Fjord als Anglerparadies.

## Seiten- und Teilfjorde
- Kåfjord (samisch Gáivuotna)
- Skibotnbukta
- Storfjord